# شورای آموزش و پرورش منطقه تورنتو

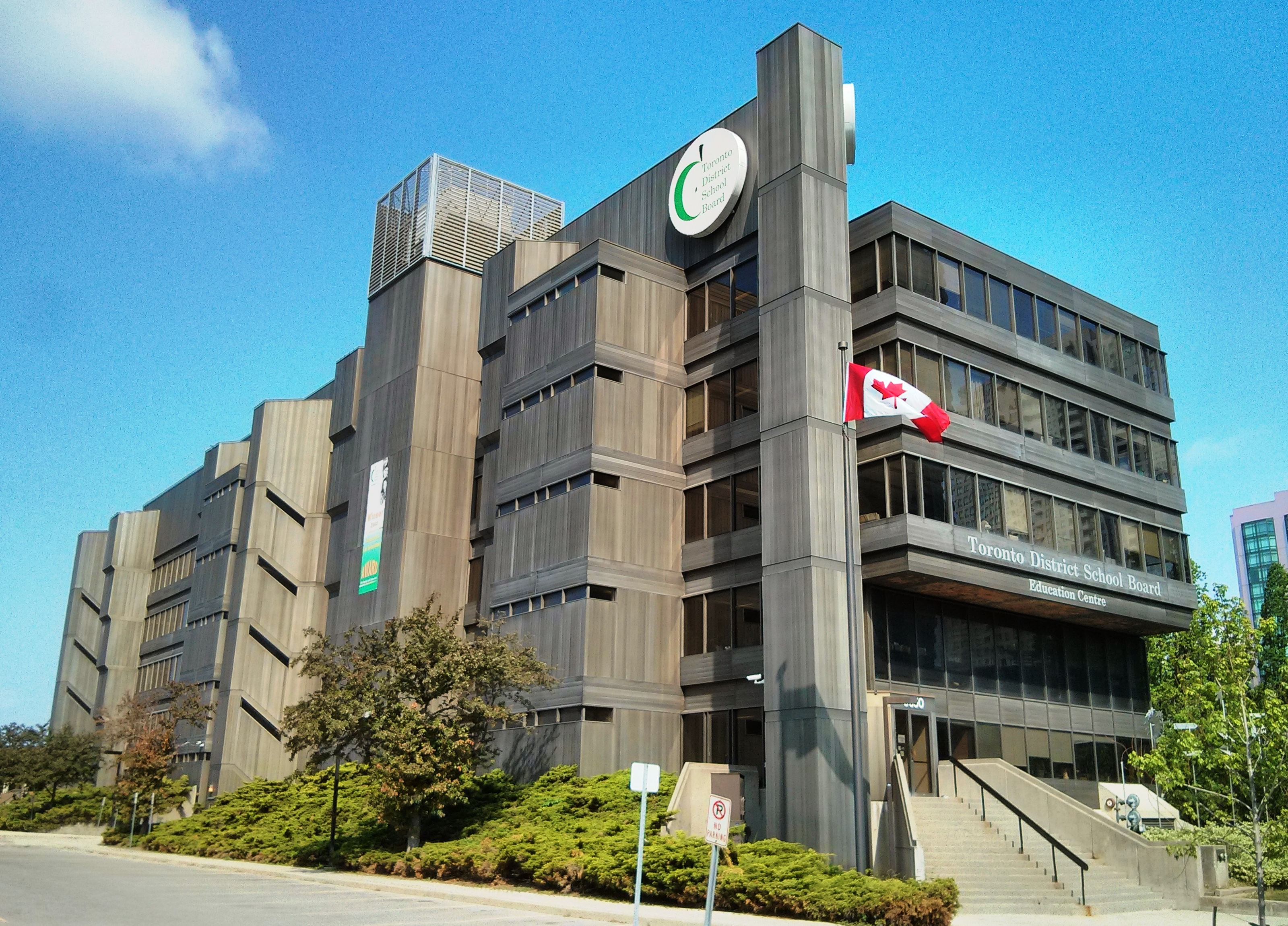
مرکز شورای آموزش و پرورش منطقهٔ تورنتو.

شورای آموزش و پرورش منطقهٔ تورنتو یک مجموعهٔ آموزشی است که در شهر تورنتو، انتاریو در کشور کانادا قرار دارد.
شورای آموزش و پرورش منطقهٔ تورنتو، بزرگ‌ترین مدرسهٔ هیئت امنایی در کشور کانادا و چهارمین مدرسهٔ بزرگ در آمریکای شمالی است. دفتر مرکزی این شورا در منطقهٔ نورث‌یورک قرار دارد.